# 굿윌 즈웰리티니

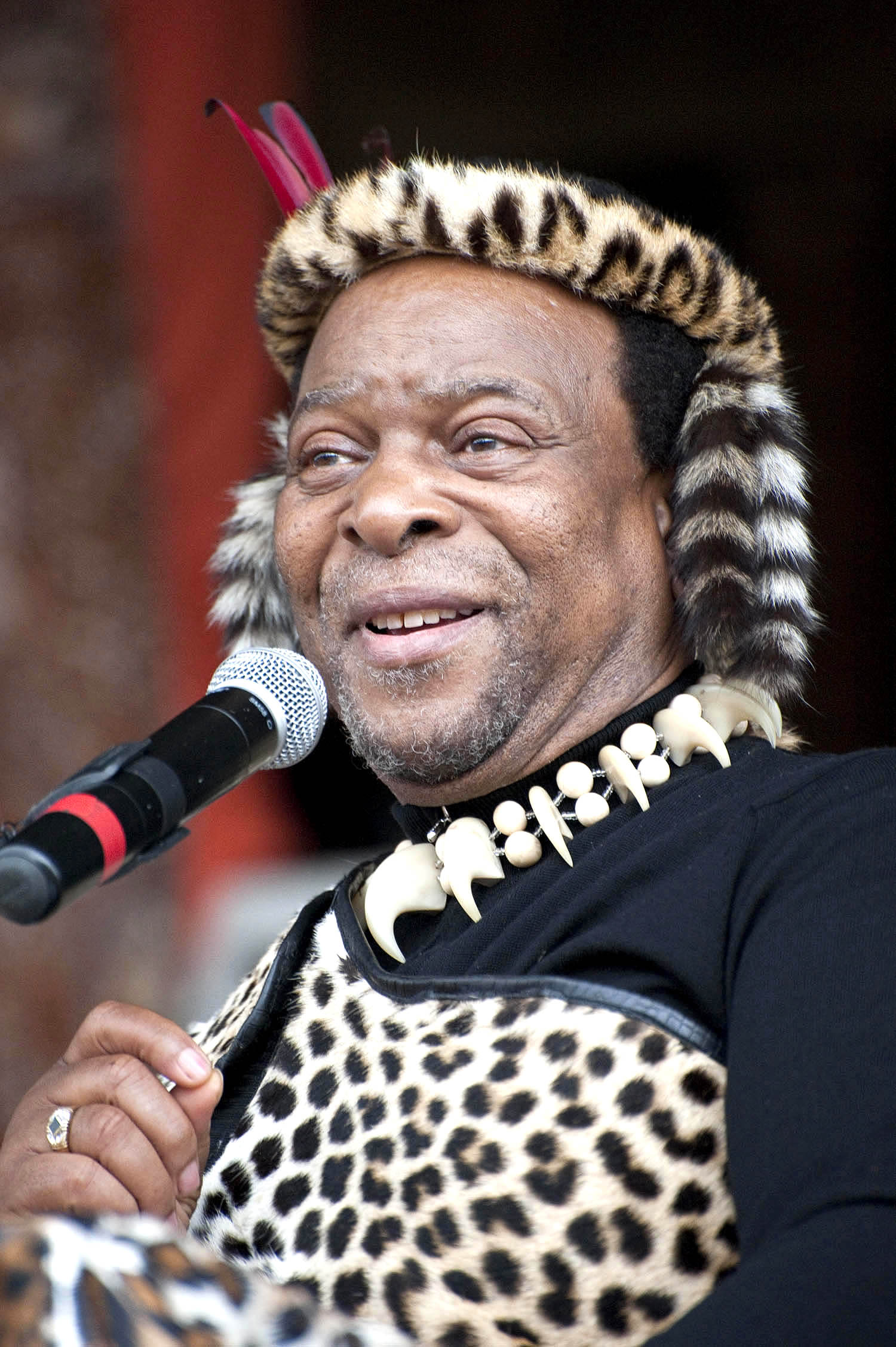

굿윌 즈웰리티니 카베쿠줄루(Goodwill Zwelithini kaBhekuzulu, 1948년 7월 14일 ~ 2021년 3월 12일)는 줄루족들의 왕이다.
콰줄루나탈주 농고마에서 태어났다. 1968년 사망한 아버지 사이프리언 베쿠줄루의 뒤를 이어 즉위했다.
아파르트헤이트가 폐지된 1990년대, 줄루인들을 중심으로 한 인카타 자유당(IFP)은 콰줄루나탈주에서 지지를 받고 있었으며, 즈웰리티니를 왕으로 하는 줄루인들의 자치구를 요구했다. 넬슨 만델라 대통령은 줄루인들과의 협상을 위해 IFP를 제쳐놓고 왕가와 직접 교섭을 하였다.
2021년 3월 12일 사망하였다. 당초 당뇨병으로 입원한 것으로 알려졌으나 사실은 코로나-19로 사망한 것으로 줄루의 총리 망고수투 부텔레지가 밝혔다.